# Hafsa bint Úmar
L'umm al-muminín Hafsa bint Úmar ibn al-Khattab (àrab: حفصة بنت عمر بن الخطاب, Ḥafṣa bint ʿUmar ibn al-Ḫaṭṭāb) (605 - Medina, 665) fou la quarta esposa de Mahoma.
Era filla d'Úmar ibn al-Khattab i de Zàynab bint Madhun (germana d'Uthman ibn Madhun). Es va casar primer amb el quraixita Khumays ibn Hudhafa del que va quedar vídua sense fills poc després de la batalla de Badr (març del 624) i llavors fou oferta en matrimoni pel seu pare a Uthman ibn Affan, que la va refusar (després es va excusar dient que sabia de les pretensions a la noia de Mahoma).
Fou llavors quan Mahoma, que tenia uns 55 anys, va fer la seva oferta de matrimoni que Úmar ibn al-Khattab va acceptar. Es creu que les raons de Mahoma foren polítiques per assegurar la cooperació del seu sogre. El casament s'hauria fet el febrer del 625 i fou la seva quarta esposa, just després d'Àïxa bint Abi-Bakr. Fou sempre amiga i aliada d'aquesta.
Hafsa era l'única muller de Mahoma que sabia llegir i escriure (la resta o només sabien llegir o no sabien ni llegir ni escriure). Àïxa, Zàynab i Umm-Sàlama foren les esposes preferides de Mahoma però algunes fonts i inclouen també a Hafsa. Es creu que una vegada fou repudiada per Mahoma però que tot seguit va revocar aquesta decisió.
Segons la tradició islàmica, Hafsa havia memoritzat el contingut de l'Alcorà. També hauria conservat a casa seva la primera transcripció del text de Zayd ibn Thàbit, feta per encàrrec d'Abu-Bakr. Quan Uthman ibn Affan va esdevenir califa, va utilitzar la còpia de Hafsa per estandarditzar el text de l'Alcorà. També es diu que va transmetre seixanta hadits de Mahoma.